# Масловський Едуард Іванович
Едуард Іванович Масловський (нар. 25 серпня 1934, смт. Хотимськ, Могильовська область, Білоруська РСР) — радянський український футболіст та тренер білоруського походження, виступав на позиції захисника.

## Кар'єра гравця
Футбольну кар'єру розпочав 1956 році в складі львівського ОБО, який згодом змінив свою назву на СКВО (Львів). У 1960 році перейшов до одеського СКВО, в якому був капітаном команди. Завершив футбольну кар'єру 196 році у футболці одеських «армійців».

## Кар'єра тренера
По завершенні кар'єри гравця розпочав тренерську діяльність. У 1970 році очолив одеський СКА. У першій половині 1971 року, а також з літа 1972 року по літо 1973 року допомагав тренувати чернівецьку «Буковину». Потім працював у ДЮСШ «Чорноморець» (Одеса), серед його вихованців — Ігор Бєланов. Також тренував аматорські колективи «Первомайськ» та «Іскра» (Вознесенськ). У 1982 році знову призначений головним тренером одеського СКА, а з 1983 року — працював у тренерському штабі одеських армійців. У 1987 році знову очолив військовий клуб з Одеси. У 1989 році Масловського на вище вказаній посаді змінив Сергій Марусин.

## Досягнення

### Як гравця
СКА (Одеса)
- Друга група класу «А» СРСР
  -  Срібний призер (1): 1964

- Чемпіонат УРСР
  -  Чемпіон (1): 1963
  -  Срібний призер (1): 1961
  -  Бронзовий призер (1): 1960

### Відзнаки
- Майстер спорту СРСР: 1963